# كأس فيبا أوروبا
كأس فيبا أوروبا هي مسابقة كرة سلة ينظمها الاتحاد الدولي لكرة السلة للأندية الأوروبية. تتأهل الأندية بشكل أساسي للمنافسة بناءً على أدائها في البطولات المحلية ومسابقات الكأس، على الرغم من أن هذا ليس العامل الوحيد الحاسم، أقيمت أول نسخة من البطولة في 2015.